# العلاقات الصومالية النيجيرية
العلاقات الصومالية النيجيرية هي العلاقات الثنائية التي تجمع بين الصومال ونيجيريا.

## مقارنة بين البلدين
هذه مقارنة عامة ومرجعية للدولتين:
| وجه المقارنة                                              | الصومال                        | نيجيريا                     |
| --------------------------------------------------------- | ------------------------------ | --------------------------- |
| المساحة (كم2)                                             | 637.66 ألف                     | 923.77 ألف                  |
| عدد السكان (نسمة)                                         | 14.74 مليون                    | 190.89 مليون                |
| الكثافة السكانية (ن./كم²)                                 | 23.12                          | 206.64                      |
| العاصمة                                                   | مقديشو                         | أبوجا، لاغوس                |
| اللغة الرسمية                                             | اللغة الصومالية، اللغة العربية | لغة إنجليزية، اللغة اليوربا |
| العملة                                                    | شلن صومالي                     | نيرة نيجيرية                |
| الناتج المحلي الإجمالي (بليون دولار)                      | 7.37 مليار                     | 375.77 مليار                |
| الناتج المحلي الإجمالي (تعادل القوة الشرائية) بليون دولار |                                | 1.09 تريليون                |
| الناتج المحلي الإجمالي الاسمي للفرد دولار أمريكي          | 549                            | 2.64 ألف                    |
| الناتج المحلي الإجمالي للفرد دولار أمريكي                 |                                | 5.91 ألف                    |
| مؤشر التنمية البشرية                                      |                                | 0.514                       |
| رمز المكالمات الدولي                                      | +252                           | +234                        |
| رمز الإنترنت                                              | .so                            | .ng                         |
| المنطقة الزمنية                                           | ت ع م+03:00                    | ت ع م+01:00                 |

## منظمات دولية مشتركة
يشترك البلدان في عضوية مجموعة من المنظمات الدولية، منها:
| علم المنظمة | اسم المنظمة                                 | تاريخ انضمام الصومال | تاريخ انضمام نيجيريا |
| ----------- | ------------------------------------------- | -------------------- | -------------------- |
|             | مجموعة دول أفريقيا والكاريبي والمحيط الهادئ | ?                    | ?                    |
|             | مؤسسة التنمية الدولية                       | 31 أغسطس 1962        | 14 نوفمبر 1961       |
|             | الأمم المتحدة                               | 20 سبتمبر 1960       | 7 أكتوبر 1960        |
|             | الاتحاد الأفريقي                            | ?                    | ?                    |
|             | منظمة التعاون الإسلامي                      | ?                    | ?                    |
|             | منظمة الشرطة الجنائية الدولية               | ?                    | ?                    |
|             | المركز الدولي لتسوية المنازعات الاستشارية   | 30 مارس 1968         | 14 أكتوبر 1966       |
|             | الاتحاد الدولي للاتصالات                    | 28 سبتمبر 1962       | 11 أبريل 1961        |
|             | الفريق المعني برصد الأرض                    | ?                    | ?                    |
|             | البنك الدولي للإنشاء والتعمير               | 31 أغسطس 1962        | 30 مارس 1961         |
|             | الاتحاد البريدي العالمي                     | ?                    | ?                    |
|             | منظمة حظر الأسلحة الكيميائية                | ?                    | ?                    |
|             | مؤسسة التمويل الدولية                       | 31 أغسطس 1962        | 30 مارس 1961         |
|             | البنك الإفريقي للتنمية                      | ?                    | ?                    |
|             | يونسكو                                      | 15 نوفمبر 1960       | 14 نوفمبر 1960       |

## وصلات خارجية
- موقع وزارة الخارجية الصومالية
- موقع وزارة الخارجية النيجيرية